# Соловьёва, Алина Робертовна
Алина Робертовна Соловьева (род. 28 октября 1970, Алма-Ата) — учитель биологии КГУ «Школа-гимназия № 1 имени А.С.Пушкина» г. Шымкент. Герой Труда Казахстана (2018). Отличник образования Республики Казахстана (2000). кандидат педагогических наук (2008).

## Биография
Алина Робертовна Соловьева Родилась 28 октября 1970 года в г. Алматы. После переезда в город Шымкент она окончила среднюю школу № 20.
В 1988 году поступила на биолого-естественнонаучный факультет Петропавловского педагогического института. С отличием закончила это высшее учебное заведение, Алина Робертовна в 1994 году вернулся в Шымкент.  Работала учителем биологии в школе-гимназии №1 им. Пушкина и начал свою трудовую деятельность.
С 1996 года Алина Робертовна работает с одаренными детьми и начинает готовить их к участию в городских, областных, республиканских предметных олимпиадах.
Алина Робертовна творческая, постоянно ищущая учителя. В 2010 году издательством «Атамура» издан учебник естественно-математического направления «Биология» для 10 класса.
В 2001 году стала «лучшим учителем» Южно-Казахстанской области.
Алина Робертовна Делегат второго съезда учителей Казахстана и участник ІХ Международной конференции «Проблемы и перспективы развития системы образования» в г. Москве.
Автор учебников по обновленной программе, направленной на углубленное изучение биологии в 5, 6,7,8 и 9 классах, методических пособий по подготовке к ЕНТ.

## Награды и звания
- 2000 — «Отличник образования Республики Казахстана» (МОН РК);
- 2001 — Медаль «Ерен Еңбегі үшін» («За трудовое отличие»);[5]
- 2008 — кандидат педагогических наук;
- 2005 — Благодарственное письмо Министерства Образования и науки Республики Казахстан;
- 2010 — Почётная грамота Министерство образования и науки Казахстана;
- Указом Президента РК от 5 декабря 2018 года За выдающиеся достижения в экономическом, социально-гуманитарном развитии Республики Казахстан, активную общественную деятельности награжден Золотой Звездой «Қазақстанның Еңбек Ері» и Высшей орденом «Отан».[6][7]
- 2018 — «Почётный работник образования Республики Казахстана» (МОН РК);
- 2021 (2 декабря) — Указом Президента РК награждёна юбилейной медалью «30 лет независимости Республики Казахстан»;